# Hibana similaris
Hibana similaris är en spindelart som först beskrevs av Banks 1929.  Hibana similaris ingår i släktet Hibana och familjen spökspindlar. Inga underarter finns listade i Catalogue of Life.